# Parafia Trójcy Przenajświętszej w Chełmie Śląskim
Parafia Trójcy Przenajświętszej – parafia rzymskokatolicka w Chełmie Śląskim. Parafia należy do dekanatu Lędziny w archidiecezji katowickiej.
Parafia została erygowana między 1601 a 1611 rokiem.

## Historia
W 1551 roku zbudowano i poświęcono kaplicę drewnianą pod wezwaniem Trójcy Przenajświętszej. Dzień kiermaszu, czyli rocznicę poświęcenia kościoła, został ustalony na pierwszą niedzielę po święcie św. Mateusza  - czyli poświęcenie nowo wybudowanego kościoła nastąpiło 27 września 1551.  W listopadzie 1598 r. wizytacji kościelnej (pierwszej po soborze trydenckim) dekanatu pszczyńskiego dokonał archidiakon krakowski Krzysztof Kazimirski na zlecenie biskupa Jerzego Radziwiłła. W sporządzonym urzędowym opisie wskazano patrocinium kościoła, zawarto informacje o wolnostojącej dzwonnicy z jednym dzwonem, cmentarzu, kostnicy (ossarium) i dwóch domach - jednym dla kapelana, drugim dla rektora szkoły. Według niej kościół w Villa Chełm znajdował się w rękach katolickich.
Pierwotny kościół w Chełmie w XVII w. był drewniany i posiadał trzy ołtarze. W środku znajdował się obraz Ukrzyżowanego. W 1619 roku odbyła się kolejna wizytacja przeprowadzona przez protonotariusza apostolskiego księdza Jana Fox na zlecenie biskupa krakowskiego Marcina Szyszkowskiego. Z dokumentu wynikało, że kościół wzbogacił się o dwa dzwony i sygnaturkę. Pod koniec XVII wieku istniejącą kaplicę zastąpiono kościołem murowanym, który powstał dzięki fundacji biskupa Jana Małachowskiego ustanowionej w 1686 roku oraz pomocy finansowej starosty lipowieckiego Mikołaja Ludwika Grabiańskiego. Konsekrowany został 16 października 1689, zachowane zostało jego wezwanie, lecz zmieniono datę kiermaszu na pierwszą niedzielę po święcie św. Jadwigi Śląskiej - po 16 października. Obok barokowego kościoła, po jego południowej stronie, stała drewniana dzwonnica, istniejąca aż do lat 70. XIX wieku. Gruntowny remont kościoła przeprowadzono w latach 1766–1767. Na przełomie XVIII i XIX wieku, obok kościoła powstał cmentarz parafialny z kaplicą pw. św. Piotra. W 1883 roku proboszcz Franciszek Gach podjął się kolejnej rozbudowy kościoła. W zachodniej części kościoła do nawy dobudowano murowany transept, a do niego kruchtę, nad którą pomieszczono chór muzyczny, gdzie postawiono nowe organy. Prace przy pierwszej rozbudowie kościoła trwały aż do 1887 roku Prowadzono je na podstawie projektu budowniczego Lukasa. Rozbudowa z lat 80. XIX wieku zmieniła kościół chełmski z budowli na rzucie prostokąta w budowie mającą rzut krzyża podłużnego, łacińskiego. Ostatnia przebudowa, a właściwie gruntowny remont, został przeprowadzony w latach 70. XX wieku.
Autorami obecnego kształtu kościoła byli architekci Koziczynski i Kotz z Pszczyny. Koziczynski prowadził nadzór budowlany z ramienia Rejencji w Opolu, a Kotz był jednym z wykonawców robót budowlanych. Od 1966 roku kościół w Chełmie Śląskim został wpisany do rejestru zabytków województwa katowickiego, jego opis znajduje się także w Katalogu Zabytków Sztuki w Polsce.
Od 1619 roku komendariuszem dla parafii chełmskiej był ksiądz Blasius Wolbramowicz (Błażej z Wolbromia, Błażej Wolbromski), a pierwszym  stałym proboszczem został Wojciech Synowiec mianowany w 1660 roku przez biskupa Andrzeja Trzebnickiego.
Kolejni proboszczowie:
- ksiądz Adalbert (Wojciech) Łukomski;
- ksiądz Marcin Stanisław Szafrankiewicz;
- ksiądz Stanisław Mąkocki (Mąchocki) - 1707-1732;
- ksiądz Walenty Gnilski;
- ksiądz Bernard Śmietański - 1761-1795;
- ksiądz Piotr Paweł Rączkowski - 1795-1817;
- ksiądz Józef Adrian Rink - 1817-1829;
- ksiądz Walenty Tohak;
- ksiądz Antoni Szyszkiewicz (Szyszkowitz)- 1838-1848;
- ksiądz Franciszek Gach;
- ksiądz Oskar Matziol (Maciol) - 1900-1901;
- ksiądz  Aleksander Lissek - 1901-1904;
- ksiądz Paweł Winkler - 1905-1931;
- ksiądz Wiktor Wojtek - 1931-1975;
- ksiądz Piotr Sopora;
- ksiądz Eugeniusz Górecki - 1970-2000. 
Obecnie proboszczem jest ks. Piotr Guzy (od 2000 r. administrator, a od 2001 r. proboszcz).

## Grupy parafialne
Źródło: strona parafii
- Chór parafialny
- Ministranci
- Dzieci Maryi
- Oaza